# ISO 14443
ISO 14443 és un estàndard internacional relacionat amb les targetes d'identificació electròniques, especialment les targetes de proximitat, gestionat conjuntament per l'Organització Internacional per a la Normalització (ISO) i Comissió Electrotècnica Internacional (IEC).
Aquest estàndard defineix una targeta de proximitat utilitzada para identificació i pagaments que en general utilitza el format d'una targeta de crèdit definida per ISO 7816 - ID 1 (encara que altres formats són possibles).
El sistema RFID utilitza un lector amb un microcontrolador incrustat i una antena que opera a 13,56 MHz (freqüència RFID). El lector manté al seu al voltant un camp electromagnètic de manera que en apropar-se una targeta al camp, aquesta s'alimenta elèctricament d'aquesta energia induïda i pot establir-se la comunicació lector-targeta.
L'estàndard ISO 14443 consta de quatre parts i es descriuen dos tipus de targetes: tipus A i tipus B. Les principals diferències entre aquests tipus es troben en els mètodes de modulació, codificació dels plans (part 2) i el protocol d'inicialització dels procediments (part 3). Les targetes de tots dos tipus (A i B) utilitzen el mateix protocol d'alt nivell (anomenat T=CL) que es descriu en la part 4. El protocol T=CL especifica els blocs de dades i els mecanismes d'intercanvi:
1. Bloc de dades d'encadenament
2. Temps d'espera d'extensió
3. Múltiple activació

La targeta Calypso compleix amb la norma ISO/IEC 14443 part 1, 2, 3 i 4 de tipus B.
Les targetes Mifare compleixen amb les parts 1, 2 i 3 de tipus A de l'especificació ISO/IEC 14443.